# Лэпъю (верхний приток Сысолы)
Лэпъю — река в России.
Протекает в Республике Коми по территории Койгородского района. Севернее села Грива впадает в реку Сысолу в 284 км от её устья по правому берегу. На берегах расположены посёлки Нючпас и Вежъю.
Длина — 131 км, площадь водосборного бассейна — 2340 км².
Название реки происходит из коми лӧп «древесный хлам, сор, валежник» и ю «река», то есть «река, засоренная (захламлённая) валежником».
По данным наблюдений с 1975 по 1987 год среднегодовой расход воды в районе посёлка Нючпас (69 км от устья) на отметке высоты 133 м над уровнем моря составляет 5,15 м³/с.
| Средний расход воды (м³/с) реки Лэпъю по месяцам с 1975 по 1987 гг. (замеры производились на гидрологическом посту в районе п. Нючпас, 69 км от устья) |

## Бассейн
(указано расстояние от устья)
- 17 км: Видзью (пр)
  - 17 км: Шитя (лв)
  - 35 км: Южная Нея (пр)
  - 40 км: Нея (пр)
    - 8 км: Северная Нея (лв)

  - Курчим (лв)
  - 65 км: Бадьюшор (пр)
  - 83 км: Шыршор (пр)
- 27 км: Вежъю (лв)
- 33 км: Малый Гуж (пр)
- 38 км: Большой Гуж (пр)
- 57 км: Мет (пр)
  - 27 км: Нижний Амбой (пр)
  - 39 км: Игедь (лв)
- 63 км: Малый Сыз (пр)
- 66 км: Большой Сыз (пр)
  - 10 км: Катлан (лв)
  - 10 км: Северный Сыз (пр)
- 93 км: Большой Рабог (лв)
- 94 км: Малый Рабог (лв)

## Топографическая карта
- Лист карты P-39-XXXIII,XXXIV Кажим. Масштаб: 1 : 200 000. Указать дату выпуска/состояния местности.